# Cinema (album Nazareth)
Cinema – album szkockiej grupy rockowej Nazareth, wydany w 1986 roku.

## Lista utworów
1. Cinema – 4:41
2. Juliet – 4:08
3. Just Another Heartache – 5:04
4. Other Side of You – 3:44
5. Hit the Fan – 3:37
6. One From the Heart – 4:24
7. Salty Salty – 3:48
8. White Boy – 5:08
9. A Veterans Song – 5:29

## Wykonawcy
- Pete Agnew – bas, gitara
- Manny Charlton – gitara
- Dan McCafferty – wokal
- Darrell Sweet – perkusja